# Tripterygion tartessicum
Tripterygion tartessicum är en fiskart som beskrevs av Carreras-carbonell, Pascual och Enrique Macpherson 2007. Tripterygion tartessicum ingår i släktet Tripterygion och familjen Tripterygiidae. Inga underarter finns listade i Catalogue of Life.